# Софроније из Пенковца
Свети Софроније је хришћански светитељ из 16. века, у лику преподобног.
Био је словенског порекла. Родом је из села Пенковца, близу Софије. Био је монах у манастиру близу Русе, на реци Дунав.
Умро је мученички страдавши за хришћанску веру 1510. године. Убијен јр секиром.
Милош С. Милојевић, у свом делу Наши манастири и калуђерство , међу српске светитеље убраја и њега као "Софроније из Пенковца Софијске нахије"
Његове мошти пронађене су нетљене и миомирисне.
Православна црква прославља светог Софронија 28. маја (10. јуна).